# Hôtel de préfecture de l'Ain
L'Hôtel de préfecture de l'Ain est un édifice abritant le siège de la préfecture du département de l'Ain. Il est situé à Bourg-en-Bresse, la préfecture du département.

## Historique
En 1853, face à l'exiguïté de l'hôtel de la province qui accueille les services du département, le préfet de Coëtlogon décide de construire un nouveau bâtiment,. L'implantation fut choisie le long de l'avenue Alsace-Lorraine car le bâtiment nouvellement construit pouvait être rattaché au centre-ville par l'intermédiaire d'une voie importante. Le 29 novembre 1853, le conseil général approuve la construction d'un nouvel édifice qui fut pris en charge par monsieur Card, un entrepreneur, et sous la surveillance de l'architecte Charles Martin.
La première pierre est posée le 6 septembre 1855 par le préfet de Cöetlogon et fut bénite par Monseigneur Chalandon, évêque de Belley. Les travaux prirent fin le 1er mars 1860 et l’édifice a pu être officiellement livré.
À cause d'un calorifère, le corps central de la préfecture est incendiée et ravagée dans la nuit du 13 au 14 décembre 1885. C'est l'architecte Tony Ferret qui prend alors en charge la direction des travaux dès le 15 septembre 1886 jusqu'en 1889, année où la restauration de l'édifice est finalisée.

## Accès
Une station de vélos en libre-service du réseau Rubis'Vélo, nommée Préfecture, est située à proximité immédiate de l'Hôtel de préfecture de l'Ain.
L'hôtel est aussi desservi par les lignes 3 et 4 du Réseau Rubis de bus qui irrigue Bourg-en-Bresse et son agglomération.